# Cratere Aratus
Aratus è un cratere lunare di 10,23 km situato nella parte nord-orientale della faccia visibile della Luna.
Il cratere è dedicato al poeta Arato di Soli.

## Crateri correlati
Alcuni crateri minori situati in prossimità di Aratus sono convenzionalmente identificati, sulle mappe lunari, attraverso una lettera associata al nome.
| Aratus | Coordinate            | Diametro (in km) |
| ------ | --------------------- | ---------------- |
| B      | 24°10′48″N 5°25′48″E  | 6,69             |
| C      | 24°04′48″N 9°27′36″E  | 3,56             |
| CA     | 24°33′36″N 11°10′48″E | 2,08             |
| D      | 24°22′12″N 8°36′36″E  | 4,05             |